# Jan Laurens Andries Brandes

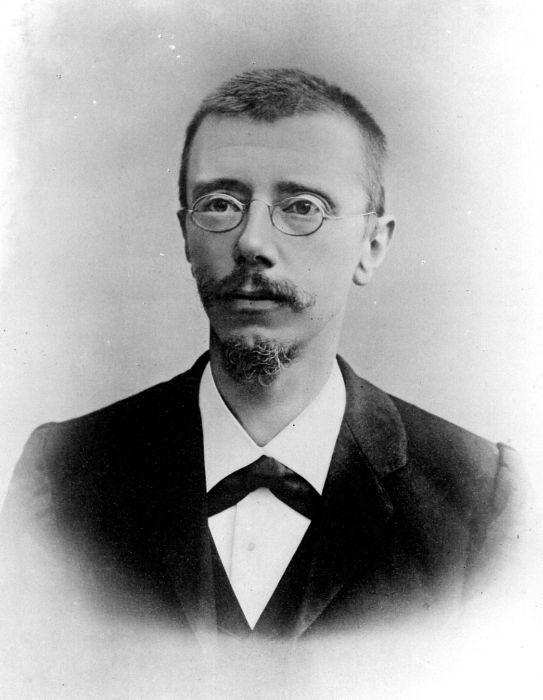
Studioportret van Dr. J.L.A. Brandes (ca.1890-1905)

Jan Laurens Andries Brandes (Rotterdam, 13 januari 1857 – 26 juni 1905) was een Nederlands filoloog (oude talen), oudheidkundige en lexicograaf (woordenboekordenaar).

## Jeugd
Een jaar na zijn geboorte verhuisde hij naar Amsterdam omdat zijn vader, een luthers predikant, daarheen beroepen werd. Nadat hij het gymnasium had afgerond schreef hij zich in 1874 in als student godgeleerdheid aan het Athenaeum. In 1876 deed hij het Mathesis-examen in Utrecht, in 1877 zijn propedeuse theologie in Leiden, en in 1878 zijn kandidaatsexamen theologie in Amsterdam.

## Overstap naar taal- en letterkunde
Hij had zich al voorbereid op het doctoraalexamen theologie toen hij, door een nieuwe wet op het Hoger Onderwijs, een kans zag om zich helemaal te gaan wijden aan linguïstiek en geschiedschrijving, vakken die hem steeds hadden getrokken. Er werd een 'doctoraat in de Taal- en Letterkunde van de Indische Archipel' ingesteld, met zicht op aantrekkelijk werk in Nederlands-Indië. Dat zo'n studie hem enkele jaren extra zou kosten schrikte hem niet af.
In 1884 haalde hij in Leiden de doctorsgraad met een proefschrift getiteld: Bijdrage tot de vergelijkende klankleer der Westersche Afdeeling van de Maleis-Polynesische taalfamilie. Het hoofdonderwerp was een door Van der Tuuk ontdekte klankwet, die Brandes staafde met een overvloed aan bewijzen uit bijna alle talen van de westerse afdeling van de Maleis-Polynesische taalfamilie. Het proefschrift beschreef de geschiedenis van één klank van de grondtaal, wat van groot belang was voor het taalvergelijkend onderzoek, en de ontdekking van een kenmerkend onderscheid tussen de westelijke en de oostelijke groep van talen van de Archipel. Het was inhoudelijk gezien een meesterstuk, dat het onderzoek van oudere vakgenoten beïnvloedde en waarin hij, in zijn streven naar volledigheid, voorheen in bibliotheken begraven materiaal in een breder verband plaatste.

## Naar Nederlands-Indië
Na zijn promotie trouwde Brandes met Helena Nieman en vertrok met haar naar Nederlands-Indië. Daar ging hij aan de slag als 'ambtenaar ter beoefening der Indische talen'. In Leiden had zich ook toegelegd op de studie van het Oud-Javaans (Kawi) en de Indische epigrafie. Nu kreeg hij de opdracht om de grote verzameling inscripties op koper en steen en Oud-Javaanse handschriften in het Bataviaas Museum te onderzoeken. De uitkomsten van dit lastige, tijdrovende onderzoek verschenen in 1887 en bewezen dat hij oudheidkundige vraagstukken grondig wist te behandelen.
Brandes raadpleegde geschiedkundige gegevens uit authentieke oorkonden en – met behoedzaamheid - uit Javaanse kronieken. Hij was meester in het opsporen, verzamelen en selecteren van materiaal. Zijn jarenlange speurwerk bezorgde hem een ruimere en diepgaandere kennis van de Javaanse, vooral oudere, geschiedenis en haar bronnen, dan wie ook vóór hem.

## Inscripties ontcijferen
Aangezien Java rijk is aan overblijfselen uit de oudheid - bouwwerken, beelden, inscripties op steen, oorkonden op koper etc. - werden telkens voorwerpen opgegraven en overblijfselen van gebouwen en beeldwerken blootgelegd. Het was Brandes' taak om elke nieuwe vondst te onderzoeken en de betekenis ervan te bepalen.
Toen bijvoorbeeld bij de opgraving van de ruïnes van Kalasan en Kali Bĕning een Sanskriet inscriptie in Nāgarī-karakters werd ontdekt, was hij de aangewezen persoon om die te ontcijferen en te vertalen. Uit de inscriptie bleek dat al in de 8ste eeuw het Mahāyānisme op Java was doorgedrongen. Verder leverde het feit dat de inscriptie geschreven was in Nāgarī, de in het noorden van de archipel gebruikelijke schriftsoort, het bewijs dat Boeddhisten uit het noorden bij de bouw van het heiligdom betrokken waren geweest. Hoewel Brandes' vertaling op enkele punten mistastte, gaf hij een in hoofdzaak juiste verklaring van het Sanskriet gedicht, dat als de stichtingsoorkonde van het aan Tārā gewijde heiligdom kan worden beschouwd.
Met scherpe blik en door langdurige oefening wist hij de betekenis van bijna onherkenbare lettertekens en figuren te ontraadselen; zoals de krulvormige tekens op gouden ringen uit het Hindoe-tijdperk, waarin hij het Sanskriet woord Çrī herkende; en de misvormde figuren op de van het Tĕnggĕrgebergte afkomstige zodiakbekers.
De taalkundige en zakelijke verklaring van Oud-, Middel- en Nieuw-Javaanse teksten vergde steeds meer van zijn tijd. Toch zette hij ook zijn vergelijkend-taalkundige studies voort. En ook aan literair-historische onderwerpen besteedde Brandes aandacht. Vooral de verhalen over de Kantjil gaven hem aanleiding tot publicaties. Dit dwerghertje is de hoofdpersoon van vele verhalen op Sumatra, Java, Celebes, Kalimantan en in Maleisië. In die verhalen raakt het kleine dier steeds in de nesten en redt zich daar dan weer uit door zijn grote slimheid.

## Pararaton en Nāgarakrĕtāgama
Na langdurige studie verscheen in 1896 zijn uitgave met toelichting van de 'Pararaton (Ken Arok) of het Boek der Koningen van Tumapĕl en van Majapahit', aldus Brandes een van de opmerkelijkste voortbrengselen van de oude Javaanse literatuur. Behalve aan de uitgave van de Middel-Javaanse tekst en de Nederlandse vertaling ervan, ontleent het werk van Brandes zijn waarde aan de talrijke Aanteekeningen, waarbij gebruikgemaakt is van alle gegevens uit oude oorkonden en opschriften van gedenktekens. O.a. de behandeling en kritische toelichting van de berichten uit de Maleise kronieken over Majapahits veroveringen in de Archipel. Van veel omvattende studie getuigt ook het gedeelte waar de verschillende Javaanse kronieken in onderling verband beschouwd en met de verschillende redacties van het Damar Wulan epos vergeleken worden.
De algemene betrouwbaarheid van de in de Pararaton geboekte feiten werd bevestigd door een Oud-Javaans geschrift uit 1365 dat Brandes ontdekte toen hij in opdracht van de regering een onderzoek instelde naar de handschriften in de bibliotheek van de laatste Balische heerser op Lombok, die zich verzette tegen het Nederlandse gezag. Brandes redde de handschriften toen KNIL-soldaten op het punt stonden het paleis in brand te steken.
Dit geschrift, waarvan het bestaan ook op Bali onbekend was, is een gedicht, getiteld Nāgarakrĕtāgama, vervaardigd door de boeddhistische dichter Prapantja. Het bezingt de roem van Koning Hayam Wuruk en de luister van Majapahit, en bevat een overzicht van de geschiedenis van Hayam Wuruks voorzaten op de troon van Tumapĕl en Majapahit.
De Nāgarakrĕtāgama bevestigt de berichten in de Pararaton en vult ze aan. Dankzij Brandes verscheen het gedicht in 1902 in druk, maar zonder vertaling of uitvoerige inhoudsopgave.
In 1897 ging Brandes met verlof naar Nederland, waar in Leiden zijn moeder woonde. Tijdens dit verblijf bestudeerde hij de nieuwe methode van catalogisering in de Leidse Universiteitsbibliotheek. Hij zou die naderhand invoeren in de Bibliotheek van het Bataviaasch Genootschap voor Kunsten en Wetenschappen, waar hij tijdelijk bibliothecaris was.

## Woordenboek
Terug op Java in 1898 ging hij verder met de uitgave van het door Van der Tuuk bewerkte 'Kawi-Balineesch-Nederlandsch Woordenboek', waarvan het 1e deel in 1897 verschenen was. Naast zijn verdere werk zorgde Brandes voor het persklaar maken en drukken van de twee volgende delen in 1899 en 1901. Bij zijn overlijden was het 4e deel en daarmee het hele woordenboek vrijwel voltooid.

## Oudheidkundige nasporingen
Maar het grootste deel van zijn tijd vergden nasporingen op oudheidkundig gebied. Zijn onderzoeksmethode was op Java niet onomstreden en bezorgde hem aanvaringen met o.a. Dr. Groneman. Maar in gezaghebbende kringen werden zijn kwaliteiten erkend. Toen de Regering dan ook besloot tot de instelling van een Commissie van Oudheidkundig Onderzoek op Java en Madoera, werd Brandes tot voorzitter benoemd.
Binnen 4 jaar zorgde hij met Knebel en Leydie Melville dat twee belangrijke bouwwerken werden blootgelegd, beschreven en in kaart gebracht, waarbij veel oudheidkundige voorwerpen tevoorschijn kwamen. Als leider van het onderzoek bleef Brandes van 1901 tot aan zijn dood oude bouwwerken in Oost- en Midden-Java opnemen en in Batavia het verzamelde materiaal verwerken en vergelijken met soortgelijke overblijfselen in Voor- en Achter-Indië.
Dr. van Ronkel zei over hem: 'Even rusteloos arbeider te velde als ijverig geleerde in de studeerkamer heeft hij ons talloze geheimen der oude bouwkunst, der ornamentiek, der iconographie ontsluierd'. En Dr. Hazeu: 'En daar leerden wij Brandes van een geheel nieuwe zijde kennen; niet alleen kwam juist bij het bestudeeren van den bouw der monumenten zijn scherp opmerkingsvermogen hem uitstekend te stade, maar bovendien toonde hij een architectonisch talent, een inzicht in de constructie dier oude bouwwerken, dat men in hem, de 'kamergeleerde', niet zou hebben vermoed'.
In 1904 kwam de 'Beschrijving van de ruïne bij de desa Toempang genoemd Tjandi Djago, in de residentie Pasuruan' uit met 104 platen, 24 bouwkundige tekeningen en 1 kaart. Brandes had een soortgelijke verhandeling over de Candi Singasari en de Wolkentonelen van Candi Panataran bijna voltooid, toen een verraderlijke ziekte op 26 juni 1905, 48 jaar oud, een einde maakte aan zijn leven. Voor de taal- en oudheidkunde van de Indische Archipel in het algemeen en van Java in het bijzonder was zijn plotselinge dood een gevoelig verlies.
Redelijk lang na Brandes' dood verscheen een kleine bundel onder de titel "Brandes Verhandelingen". Het werk is ongedateerd, maar omdat de laatste datum daarin vermeld 1946 is, en er ook een stuk in staat van de hand van Louis Finot (1864 — 1935), en een namenlijst van Wajang-poppen -- waar de datum 1946 vandaan komt -- moet de anonieme samensteller een aantal nog onuitgegeven stukken verzameld hebben en in eigen beheer hebben uitgegeven. Dat zal kort na WO-II zijn geweest toen papier nog schaars was en de drukker gebruik moest maken van twee papiersoorten. Een exemplaar van deze "Brandes Verhandelingen" heeft lange tijd in de bibliotheek van het Java Instituut te Amsterdam gestaan, Linnaeusstraat 2a.